# Der Aufstand der Massen
Der Aufstand der Massen (spanisch La rebelión de las masas) ist ein 1929 auf Spanisch und 1931 in deutscher Übersetzung erschienener elitesoziologischer Essay des spanischen Kulturphilosophen José Ortega y Gasset.
In der unsicheren Zeit der Weltwirtschaftskrise legte Ortega y Gasset mit diesem Buch eine soziologische Zeitdiagnose der Massenzivilisation vor. Er analysiert das Phänomen Masse von einem aristokratischen Ansatz aus. Ortega sieht es als negativ an, dass der Durchschnittsmensch sich nicht mehr passiv und gehorsam verhält und sieht eine Gefahr darin, dass diesem Massenmenschen Welt und Leben offenstehen. Dessen Auftreten führe zu einer Amoralisierung der Gesellschaft. Ortega beschreibt andererseits das Wachsen des Lebensstandards sowie eine Hebung des allgemeinen intellektuellen Niveaus durch das Emporkommen der Massen und stellt sich insofern einem reinen Kulturpessimismus des Untergangs entgegen. Ortega kritisiert den Staat als Selbstbedienung und entwickelt ihn als Projekt einer Zusammenarbeit. Er analysiert die Schwächen der über Blutsverwandtschaft und Sprache definierten Nationalstaaten und fordert stattdessen die Integration Europas.
Der Aufstand der Massen wurde zum Hauptwerk von José Ortega y Gasset und in Spanien ein großer Erfolg. Es gilt als das wichtigste zeitdiagnostische Buch der 1930er Jahre. Auch in Deutschland wurde das Werk nach dem Zweiten Weltkrieg zu einem Bestseller, aber auch teilweise als reaktionäres Pamphlet kritisiert.

## Entstehung des Werkes
Ortega y Gasset ist nicht einer festen politischen Richtung zuzuordnen. Der Sozialwissenschaftler Frank Peter Geinitz charakterisiert ihn so:

„Wie viele seiner Landsleute ist Ortega vom Instinkt her konservativ, in seinen Gewohnheiten liberal und von einer angeborenen Tendenz her […] ein intellektueller Anarchist. Er ist ein Denker, der mit spürbarer Beharrlichkeit die politischen Konflikte seiner Zeit und der spanischen Gesellschaft zwischen 1908 und 1937 aufgreift.“

In Spanien hatte Miguel Primo de Rivera nach militärischen Niederlagen in Marokko 1923 eine Diktatur errichtet. Ortega suchte eine Orientierung für Spanien in der Generación del 98 und stand dem Diktator zunächst als eine Art Lehrer gegenüber, distanzierte sich aber mehr und mehr und wurde zu seinem Kritiker. Nach dem Rücktritt und Tod des Diktators 1930 und der Aufhebung der Zensur forderte er in einem Artikel der Tageszeitung El Sol vom 15. November 1930 auch das Ende der Monarchie. Der Artikel schließt mit den Worten: „Ceterum censeo delendam esse Monarchiam“ (deutsch: „Im Übrigen glaube ich, dass die Monarchie zerstört werden muss.“) Am 14. April 1931 verließ tatsächlich König Alfons XIII. Spanien.
Im Zuge der Entdeckung des Phänomens der Masse war 1895 Gustave Le Bons Werk Psychologie der Massen erschienen. 1921 erschien Sigmund Freuds Schrift Massenpsychologie und Ich-Analyse. Ortega erwähnt beide Schriften nicht, aber durch seine Deutschlandreisen hatte er einen lebendigen Eindruck der sich stark entwickelnden Urbanisierung und Industrialisierung der Weimarer Republik gewonnen. Nach dem Ersten Weltkrieg hatte sich Deutschland weiter modernisiert, doch die Goldenen Zwanziger endeten in einer wirtschaftlichen Katastrophe besonders für die einfache Bevölkerung.
Ortega sieht im Anwachsen und Aufbegehren der Mehrheit der gewöhnlichen Bevölkerung eine große Gefahr und versucht mit seinem Essay diese Gefahr zu analysieren. 1927 erschien von Julien Benda das Buch Der Verrat der Intellektuellen (fr.: La Trahison des clercs) das auch eine Elite der Masse gegenüberstellt und mit Ortegas Ansatz verglichen werden kann. In diesem Sinn knüpft Ortega auch an frühere Arbeiten an, besonders Stern und Unstern über Spanien (1921). Dort macht er für den Zerfall Spaniens das Fehlen von Eliten mit staatsbildenden Ideen verantwortlich und schließt sogar Gewaltanwendung bei der Staatsbildung nicht von vorneherein aus. Ortegas philosophische Voraussetzung für den Aufstand der Massen ist eine spanische Variante der Lebensphilosophie (razón vital) in Verbindung mit einer perspektivistischen Erkenntnistheorie.
Die 15 Kapitel des Gesamtwerkes wurden ab 1926 in El Sol zunächst als einzelne Essays veröffentlicht, wobei das 14. Kapitel als einziges, mit acht Abschnitten, recht umfangreich ist.

## Inhalt

### Der Massenmensch
Ortega motiviert die Darstellung der von ihm gesehenen Krise zunächst als „Tatsache der Überfüllung“. In den Städten würden sich überall Menschenansammlungen zeigen:

„Die Städte sind überfüllt mit Menschen, die Häuser mit Mietern […] Was früher kein Problem war, ist es jetzt unausgesetzt: einen Platz zu finden.“

 Das Anliegen ist, eine Charakterisierung des Massenmenschen vorzubereiten. Der Massenmensch (hombre-masa) wird nicht quantitativ bestimmt, sondern psychologisch charakterisiert. Es ist der durchschnittliche Mensch, der sich wohlfühlt, wenn er merkt, dass er wie alle anderen ist.
Die Masse stellt Ortega sich in einer guten Ordnung als passiv, als von einer Elite führbar vor. Er verabscheut das Aktivwerden des Durchschnittsmenschen:

„Charakteristisch für den gegenwärtigen Augenblick ist jedoch, daß die gewöhnliche Seele sich über ihre Gewöhnlichkeit klar ist, aber die Unverfrorenheit besitzt, für das Recht der Gewöhnlichkeit einzutreten und es überall einzusetzen.“

Gefährlich sei, dass der Durchschnittsmensch die zivilisatorischen Errungenschaften als etwas Selbstverständliches, Naturgegebenes hinnehme, ohne jedes Interesse für die Grundlagen, aus denen sie entstanden sind.
Gegenüber der von ihm behaupteten Gefahr einer Herrschaft der egalitär organisierten Massen vertritt Ortega eine Haltung des Standesdünkels, ohne allerdings das dekadente Verhalten des Adels und die Verhältnisse vor der Französischen Revolution zu rechtfertigen.

### Die Steigerung des Niveaus
Auf der anderen Seite nimmt Ortega y Gasset eine Steigerung des Lebensstandards (wörtlich: historisches Niveau) wahr. Die Lebenshaltung, die früher nur wenige wahrnehmen konnten, sei gestiegen. Die Vermögen, die Kultur und die Geschlechter glichen sich an. Das Niveau der Zeit sei gestiegen, man sei stolz auf die Kräfte der neuen Zeit und gleichzeitig in Furcht vor ihnen. All dies sei ein Symptom für ein Wachsen des Lebens, was Ortega zunächst an der globalen Informationsmöglichkeit festmacht: Sevillaner verfolgten über ihre Volkszeitungen Eisberge am Pol, die über den glühenden Hintergrund der Guadalquivirlandschaft trieben.
Mit dieser Darstellung des Wachstums des Lebens, der Steigerung des Lebensstandards, wendet sich Ortega gegen den von Oswald Spengler dargestellten Untergang des Abendlandes. Ortega sah wie Spengler einen Werteverfall, teilte aber die Idee der Zwangsläufigkeit des kulturellen Niedergangs nicht. „Ein untrügliches Zeichen des Niedergangs wäre allein ein Nachlassen der Vitalität“. Der Durchschnittsmensch habe aber nie so viele Lebensmöglichkeiten besessen wie heute. Das Psychogramm des Massenmenschen dürfe nicht mit den fundamentalen Unzulänglichkeiten der modernen europäischen Kultur vermengt werden, schreibt Ortega am Ende des Werkes zur Begründung seines Vorgehens.
Auch in der Wissenschaft zeigt sich eine Anhebung des Niveaus durch die Massen: Die Brüder Jonathan R. und Stephen Cole stellten 1972 eine so genannte Ortega-Hypothese auf: Im Aufstand der Massen habe Ortega y Gasset ausgeführt, dass wissenschaftlicher Fortschritt auf der Arbeit von allen Wissenschaftlern beruhe, d. h. vor allem auch auf der Arbeit einer großen Masse von Wissenschaftlern mit mittelmäßigem Talent, die nur weniger bedeutende Ergebnisse erzielen würden, wobei die Summe all dieser kleineren Fortschritte aber einen wesentlichen Teil des gesamten wissenschaftlichen Fortschritts ausmache.
Gasset beschreibt einen Übergang vom enzyklopädischen Alleswisser des 19. Jahrhunderts zum spezialisierten Einzelwissenschaftler heute.

„So fördert der Durchschnittsgelehrte den Fortschritt der Wissenschaft, eingesperrt in seine Laboratoriumszelle wie eine Biene in der Wabe ihres Stocks oder wie der Gaul im Laufkreis des Göpels.“

### Moralverfall, desmoralización
Ortega beschreibt einen Verfall der Moral in Europa durch das Aufkommen des Massenmenschen.

„Nicht daß der Massenmensch eine veraltete Moral zugunsten einer emportauchenden verachtet; im Zentrum seiner Lebensführung steht gerade der Anspruch, ohne moralische Bindung zu leben.“

Ortega sieht eine Barbarei als Abwesenheit von Normen und Berufungsinstanzen aufkommen. Europäische Gebote hätten ihre Geltung verloren, ohne dass sie durch neue ersetzt worden seien. Der Aufstand der Massen in der europäischen Zivilisation führe zu einer sittlichen Entartung der Menschheit.
Im Zeichen des Syndikalismus oder des Faschismus würden die Menschen darauf verzichten, Gründe anzugeben, sondern setzen ihre Meinungen einfach durch. Auf zivilisierte Umgangsformen werde verzichtet und all dies gefährde das Zusammenleben der Menschen. Dagegen verkünde der Liberalismus, mit dem schwachen Feind zusammen zu leben. Die Mehrheit gewähre in der liberalen Demokratie der Minderheit ihr Recht. Dieser Liberalismus sei stark gefährdet, weil die Masse lieber die direkte Aktion wählt, ohne die indirekten Instanzen wie Höflichkeit, Rechtswege, Gerechtigkeit oder ähnliches zu berücksichtigen.
Im sehr umfangreichen vierzehnten Kapitel wird in der spanischen Ausgabe für diesen Amoralismus der Ausdruck desmoralización verwendet, der in der deutschen Übersetzung ‚Demoralisierung‘ lautet. Dieses Wort hat allerdings im Deutschen oft eine andere Bedeutung. Ortega spricht gleichwohl nicht von „Amoral“, sondern verstärkt diesen Ausdruck sogar zur „Unmoral“.

### Der Staat als Projekt einer Zusammenarbeit
Aus der Kritik an der Rebellion der Massen entwickelt Ortega eine Staatskritik.
Im ersten Teil des Werkes wird der Staat als bloße Technik der Verwaltung definiert, die nach dem Bürgertum von der anonymen Masse okkupiert wurde. Werde die Masse entgegen ihrer angestammten passiven Rolle aktiv, so fange sie an zu lynchen. So sei es auch mit dem Staat. Seit den europäischen Revolutionen von 1848/1849 hätten zwar die Revolutionen in Europa aufgehört. Dann aber habe die anonyme Masse den anonymen Staat übernommen. Aus einer liberalen Haltung heraus übt Ortega Kritik am Staat als Selbstbedienungsorgan. Das ganze Leben werde bürokratisiert, der „zufriedene junge Herr“, die Jugend, werde verhätschelt. Es gebe „eine enorme Vermehrung der Polizei in allen Ländern.“
Aus dieser Staatskritik entwickelt Ortega auch eine Kritik am Faschismus Mussolinis als typischer Massenbewegung. Der Definition des Nationalstaates durch Blutsverwandtschaft und gemeinsame Sprache setzt Ortega im zweiten Teil des Werkes eine Res publica, eine Politeia entgegen:

„Die Wirklichkeit, die wir Staat nennen, ist nicht die natürlich entstandene Gemeinschaft, die durch Blutsverwandtschaft verbunden ist. Der Staat fängt an, wenn durch Geburt getrennte Gruppen zum Zusammenleben gezwungen sind. […] Vor allem anderen ist der Staat das Projekt und Programm einer Zusammenarbeit. […] Der Staat ist weder Blutsverwandtschaft noch sprachliche oder territoriale Einheit, noch Nachbarschaft der Wohnplätze.“

### Nationalstaat Europa
In seiner Staatskritik bemängelt Ortega also auch den Nationalismus, der jeweils für einen Nationalstaat eintritt, der sich aus der ethnischen oder sprachlichen Gemeinschaft definiert. Nie sei der Staat mit einer vorher bestehenden Bluts- und Sprachgemeinschaft zusammengefallen. Der Staat ist immer der große Dolmetscher gewesen.
Ortega plädiert gegen den Impuls einzelne europäische Nationalstaaten zu bilden und sieht stattdessen in der Schöpfung eines europäischen Nationalstaates eine wichtige Aufgabe. Er stellt am Ende des Buches den Bolschewismus als eine mögliche ansteckende Verlockung dar und kommt dann zu dem Schluss, dass ein vereintes Europa der Ideologie des sowjetischen Fünfjahresplans überlegen sei.
Das Buch hat einen offenen Schluss: Es ist für Ortega nur eine Annäherung an das Problem des modernen Menschen und zunächst unabhängig von den fundamentalen Unzulänglichkeiten der modernen europäischen Kultur zu betrachten, die einer Theorie des menschlichen Lebens bedarf,

„die nur wie eine Begleitung eingewebt und angedeutet mitmurmelt. Vielleicht, daß sie bald ein Schrei wird.“

## Wirkung, Rezension und Kritik

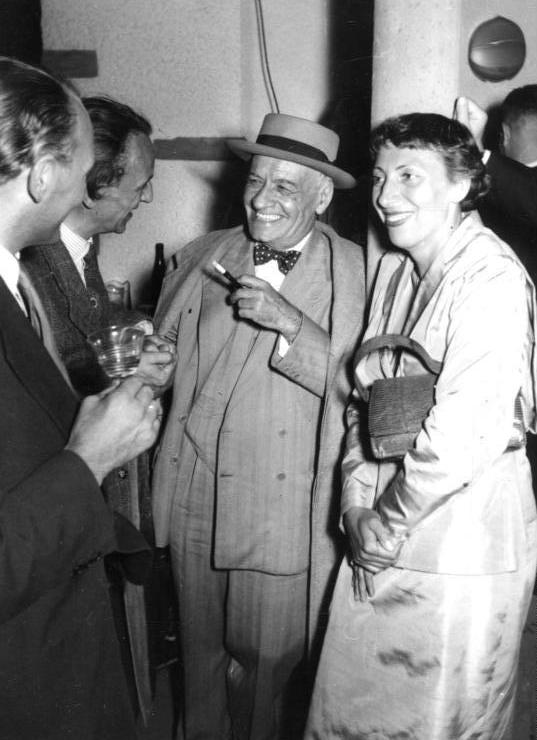
José Ortega y Gasset 1951 bei den Darmstädter Gesprächen.

Michael Stürmer vergleicht den Aufstand der Massen mit der berühmten Rede von Karl Jaspers Die geistige Situation der Zeit von 1931. Jaspers habe bei der Zeitdiagnose den kalten Blick des Kritikers, Ortega stelle sich „zur selben Zeit ähnliche Fragen, weniger systematisch und dafür lebensnäher, weniger verschlüsselt und daher mit mehr Wirkung.“ Stürmer nennt den Essay

„ein Hauptwerk europäischer Selbstkritik im Augenblick des Innehaltens, bevor Japan in die Mandschurei einfiel, die deutsche Republik der totalitären Versuchung verfiel, die USA im New Deal einen neuen Modus von Staat und Gesellschaft suchten, die spanische Republik im Bürgerkrieg verblutete.“

Der Aufstand der Massen machte in Deutschland erst Jahrzehnte nach der spanischen Erstausgabe „richtig Furore“. Von der 1956 erschienenen Taschenbuchausgabe wurden im ersten Jahr an die hunderttausend Exemplare verkauft und der Essay gehörte zu den meistgelesenen ausländischen Werken in Deutschland: Die Theorie des „Massenmenschen“ fand einen Niederschlag in politischen Reden etwa Konrad Adenauers. Das Werk ist in die ZEIT-Bibliothek der 100 Sachbücher aufgenommen worden und in diesem Zusammenhang von Lothar Baier besprochen worden. Baier hält Ortega für einen aristokratischen Reaktionär, der keine seriöse Methode verwendet, seinen Lesern von Torheiten berichtet und jedem Leser das Gefühl gebe, nicht zu den Massenmenschen zu gehören.
Die Resonanz in der deutschsprachigen Fachwelt war verhältnismäßig gering. Eckart Pankoke nennt den Essay ein kulturkritisches Pamphlet, das die Vermassung als die negative Schlüsselfigur der Moderne hinstelle, und sieht in ihm eine soziologische Variante von Nietzsches Polemik gegen den Herdeninstinkt. Pankoke findet den kulturkritischen Ansatz allerdings anregend für die soziologische Begriffsbildung, weil das wissenschaftliche Interesse vom konkreten Erscheinungsbild der Masse auf den gesellschaftlichen Strukturtyp der Massengesellschaft gelenkt werde.

## Ausgaben (Auswahl)
- Spanische Erstausgabe: La rebelión de las masas. Madrid 1929
- La rebelión de las masas. Barcelona 2009
- Der Aufstand der Massen. Deutsche Verlagsanstalt, Stuttgart 1931
- Der Aufstand der Massen. (= Rowohlts deutsche Enzyklopädie, Band 10). Rowohlt, Hamburg 1956
- (zitiert als AM): Der Aufstand der Massen. Autorisierte Übersetzung aus dem Spanischen von Helene Weyl. Mit einem Nachwort von Michael Stürmer. Deutsche Verlagsanstalt, München, Neuausgabe 2012, ISBN 978-3-421-04577-5.